# Пэйтон, Лоуренс
Лоуренс Пэйтон (англ. Lawrence Payton; 2 марта 1938 — 20 июня 1997) — американский певец, участник квартета The Four Tops.

## Биография
Лоуренс Пэйтонс родился в 1938 году в Детройте. Всё его детство прошло в этом городе, он учился в той же школе, что и Арета Франклин.
С остальными участниками квартета, Реналдо «Оби» Бенсоном, Абдулом «Дьюком» Факиром и Леви Стаббсом, Пэйтон встретился на вечеринке у друга в Детройте в 1953 году. Они спели все вместе и уже на следующий день вновь собрались дома у Факира, где договорились создать группу, которую изначально назвали Four Aims. Квартет стал выступать на сценах Детройта, вскоре сменив название на The Four Tops. В коллективе Пэйтон был вторым тенором и вторым ведущим вокалистом. Леви Стаббс охарактеризовал его, как человека, который привносил гармонию в их квартет. Пэйтон не только пел, но и иногда писал песни. Одна из написанных им песен была записана Аретой Франклин.
В 1956 году группа заключила контракт со студией Chess Records, но успех пришёл после перехода группы под крыло Берри Горди и его лейбла Motown Records в 1964 году. Несколько песен квартета стали хитами: «I Can’t Help Myself», «It’s the Same Old Song», «Reach Out (I’ll Be There)», «Standing in the Shadows of Love», «Bernadette», «When She Was My Girl» и «Irresistible». Было продано более 50 млн записей The Four Tops. В Мичигане указом губернатора 29 июля было объявлено «днём The Four Tops». В 1990 году квартет был удостоен включения в Зал славы рок-н-ролла. В 1997 году группа получила свою звезду на голливудской «Аллея славы». Пэйтон не смог посетить церемонию закладки звезды из-за болезни.
Пэйтон вместе с товарищами по группе давал концерты до марта 1997 года, когда у него был обнаружен рак печени. 20 июня 1997 года Лоуренс Пэйтон умер в своём доме в пригороде Детройта Саутфилд. Он был на протяжении 26 лет женат на Йоне Мари Вудфин. У них был один общий ребёнок Санни Джованни. Также Пэйтон усыновил двоих детей жены от предыдущего брака. У него было семь других детей, ещё пяти он приходился суррогатным отцом. Один из сыновей, Рокел Пэйтон, заменил отца в The Four Tops.